# Cannone automatico

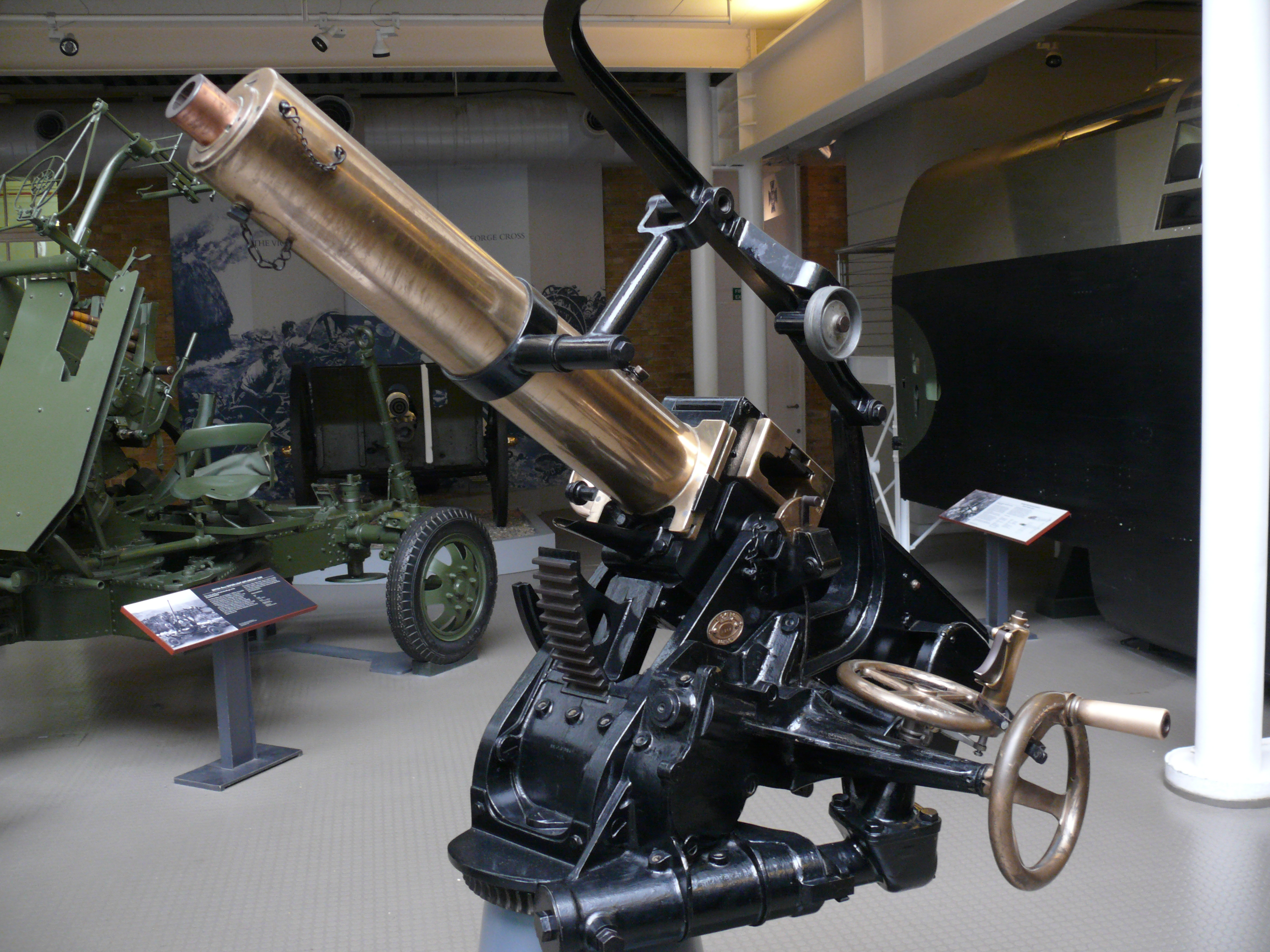
QF 1 pounder Mk II "pom-pom" del 1903

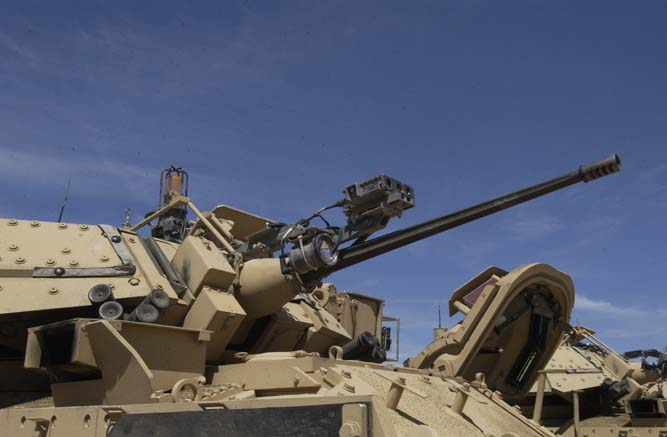
Un M242 Bushmaster da 25 mm montato sul corazzato M2 Bradley.

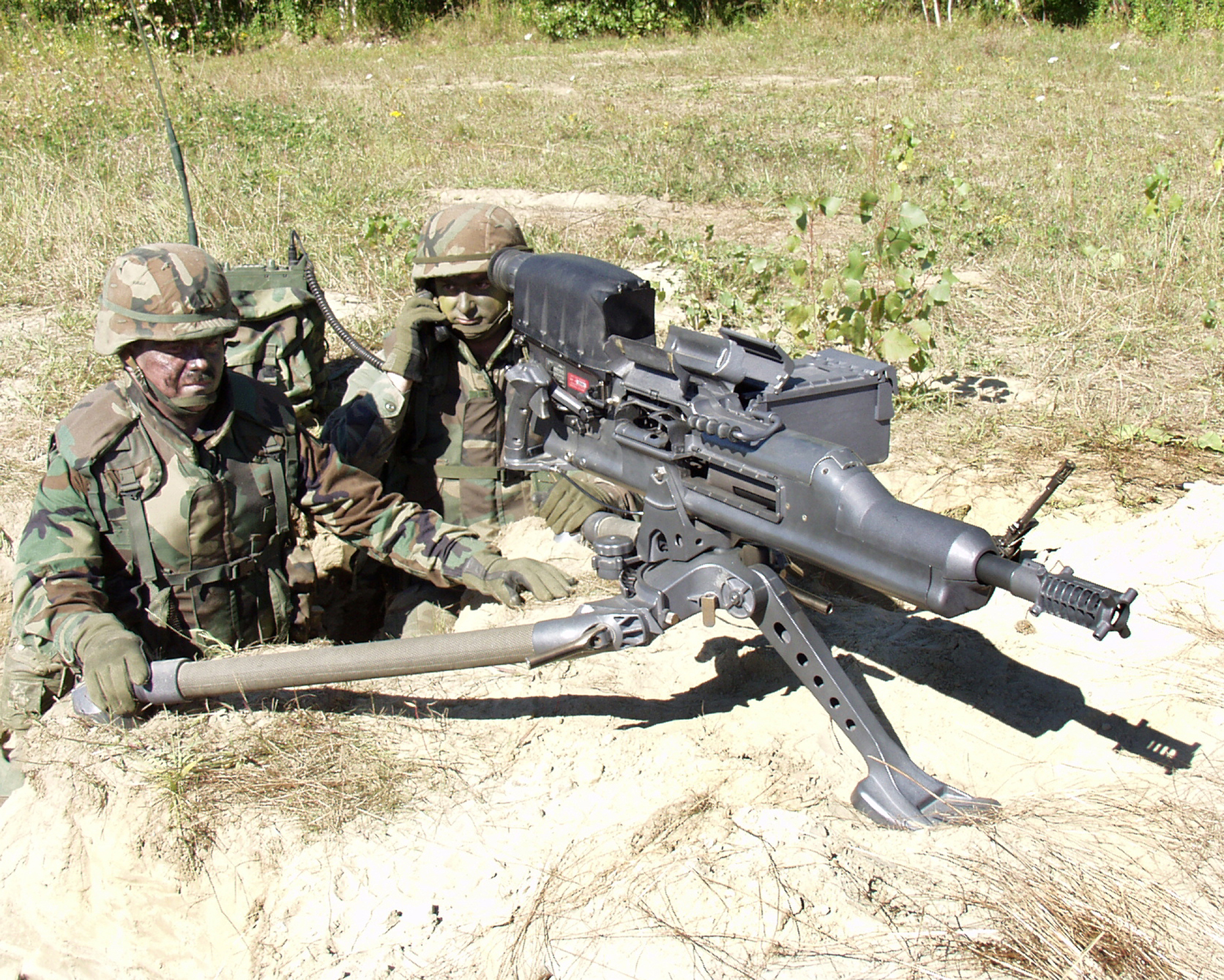
Il cannone automatico portatile (da due uomini) XM307 da 25 mm

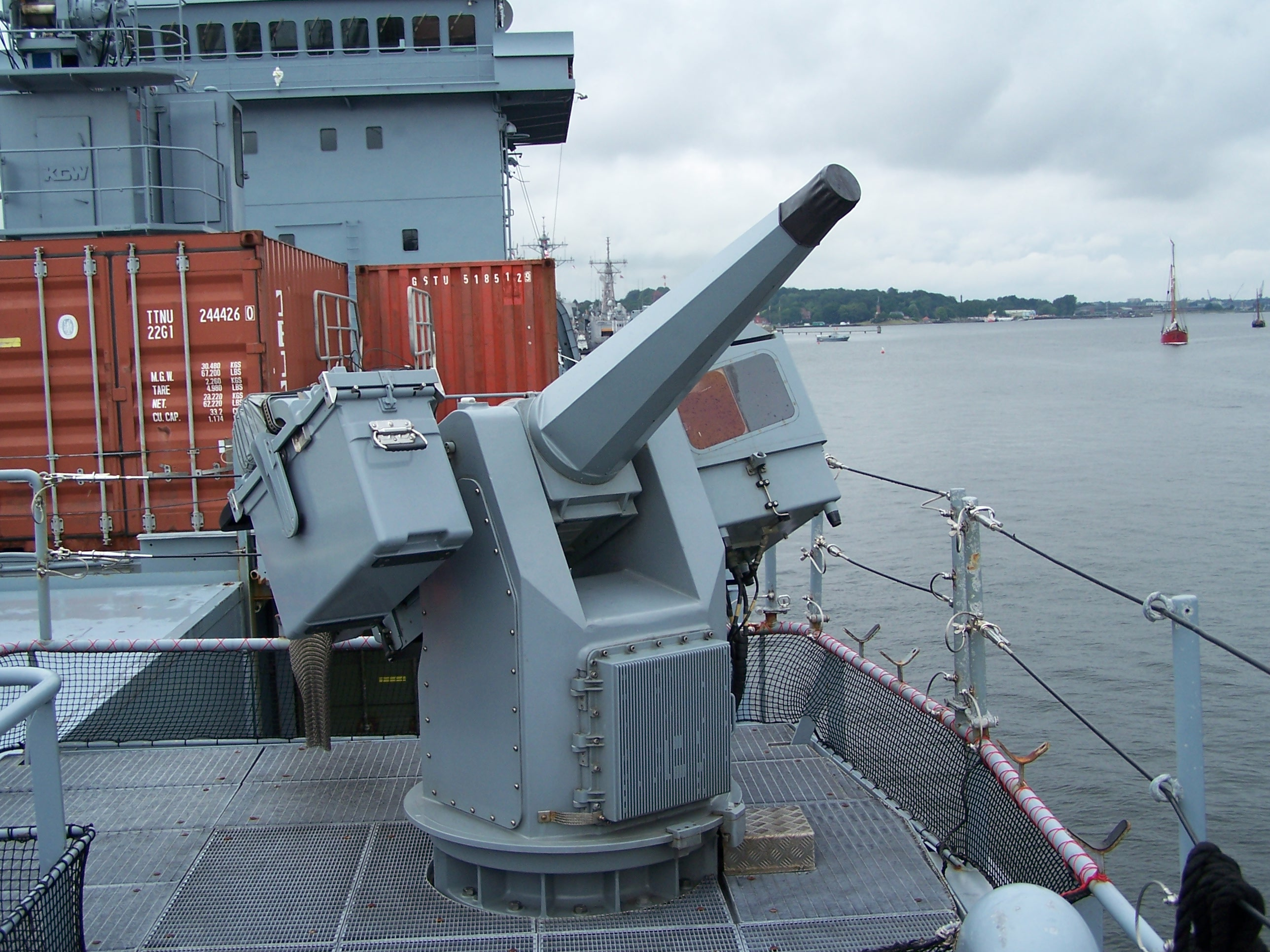
Un MLG 27, cannone automatico controllato in remoto in uso alla Deutsche Marine.

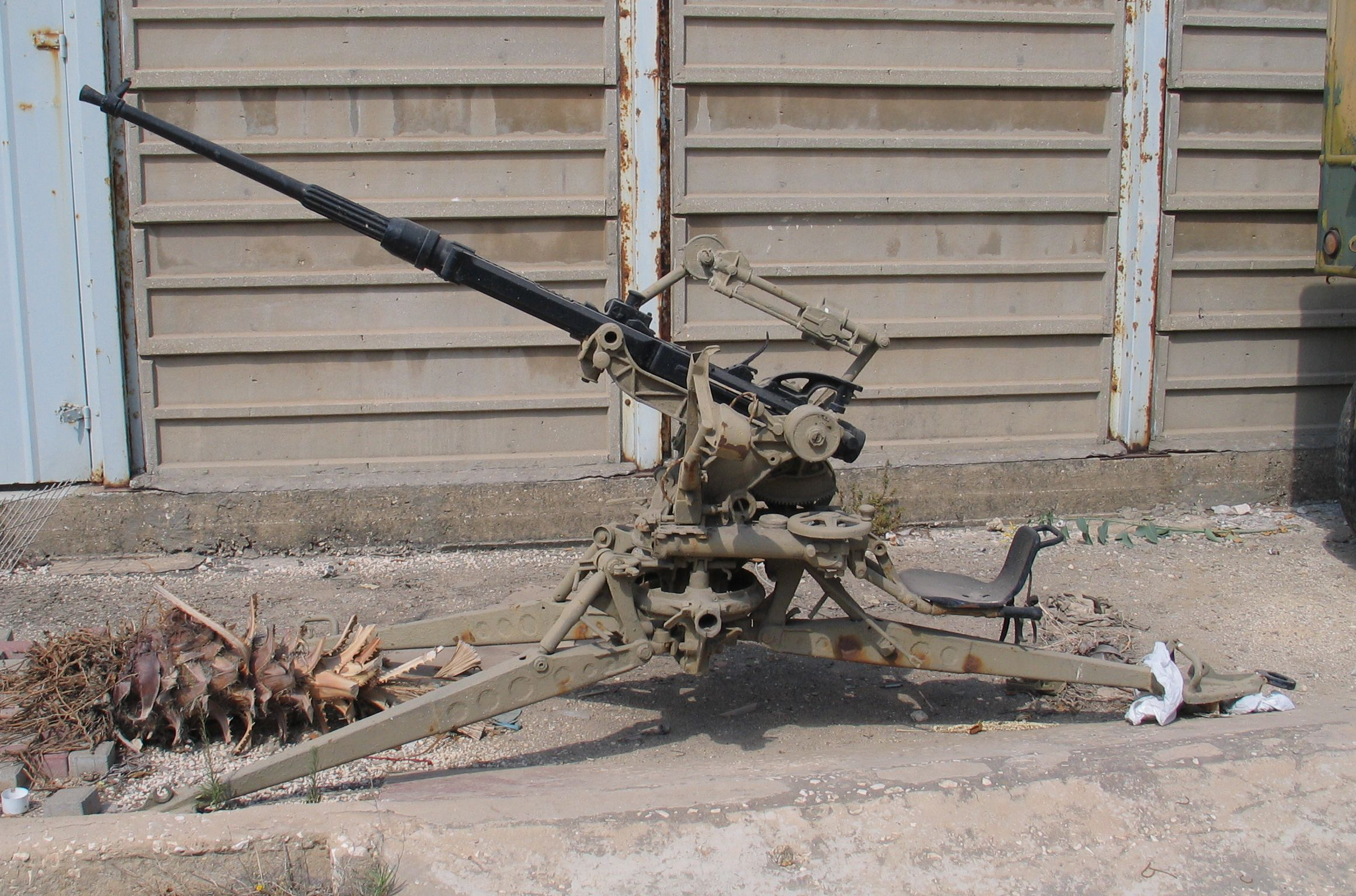
L'Oerlikon da 20 mm, uno dei primi e più famosi cannoni automatici ad entrare in produzione.

Un cannone automatico (in inglese autocannon) è un'arma costituita da una bocca da fuoco atta a sparare proiettili di calibro tra i 20 ed i 30 mm in rapida sequenza con un meccanismo di ricarica automatica. Si differenzia dal normale cannone per la maggior complessità progettuale dovuta al dispositivo che evita di ricaricare manualmente il proiettile ogni volta che viene sparato un colpo e per un maggiore dimensionamento della bocca da fuoco che deve sopportare le maggiori sollecitazioni meccaniche e termiche indotte dall'aumentata cadenza di tiro. Tuttavia le dimensioni di un cannone automatico sono normalmente ridotte rispetto ad altre armi d'artiglieria. Un termine più vetusto, parzialmente sovrapponibile a queste armi, è quello di mitragliera, la quale è un'arma automatica generalmente usata per l'impiego antiaereo di calibro tra i 15 (o 20) e i 40 mm.

## Storia

### I primi cannoni automatici
Il primo autocannone, seppure in forma primitiva, venne inventato nel XVI secolo da Fathullah Shirazi, un uomo universale ed ingegnere meccanico indo-persiano, che lavorò per Akbar il Grande durante la sua reggenza sull'impero Moghul; si opponeva al polybolos, una specie di balista semi-automatica, ed alla balestra a ripetizione, usati rispettivamente nella Grecia antica ed in Cina. La macchina a tiro rapido di Shirazi consisteva essenzialmente in un fascio di diciassette canne forgiate.
Alcuni dei primi cannoni automatici moderni erano versioni pesanti della mitragliatrice Maxim, prodotta alla fine del XIX secolo, ed erano conosciuti anche come "pom-pom"; durante la prima guerra mondiale sparavano proiettili da una libbra (453,59 grammi), in un calibro di 37 mm circa.
Il termine "cannone" fu utilizzato nella seconda guerra mondiale per descrivere armi automatiche aeronautiche che sparavano proiettili esplosivi, mentre le armi che utilizzavano proiettili solidi erano chiamate mitragliatrici. I proiettili per mitragliatrici non sono mai di un calibro superiore ai 15 mm, mentre quelli per cannoni sono di un calibro superiore ai 20 mm e producono una frammentazione in grado di uccidere o ferire gravemente un uomo. Con la fine della guerra, armi simili iniziarono a essere utilizzate anche con proiettili non esplosivi e il termine "cannone automatico" iniziò a prendere piede.

### I cannoni automatici oggi
I cannoni automatici di oggi sono a fuoco e ricarica automatici.
Alcuni esempi di cannoni automatici sono il 25 mm M242 Bushmaster montato sul M2/M3 Bradley, il Bofors 40 mm, il Mauser BK-27, utilizzato su tutte le portaerei e su molte altre imbarcazioni della Bundeswehr, il 20 mm M61 Vulcan adottato dalla United States Navy e dalla United States Air Force ed il 30mm GAU-8 utilizzato sull'A-10 Thunderbolt II.
Generalmente i cannoni automatici hanno un funzionamento simile alle mitragliatrici, cioè a gas, ma esistono anche i cannoni revolver e cannoni a canne rotanti.
I proietti utilizzati negli autocannoni comprendono quelli ad alto potenziale dual-purpose con varianti incendiarie e traccianti, i frangibili, perforanti (armor-piercing, AP), perforanti ad alta velocità (high velocity armor piercing, HVAP), armor piercing discarding sabot (APDS), e armor-piercing fin-stabilized discarding sabot (APFSDS). HVAP, APDS, e in seguito, APFSDS, sono stati sviluppati più tardi dei primi AP e di conseguenza sono capaci di una maggiore penetrazione.
La seconda guerra mondiale vide il primo uso dei cannoni automatici, anche se la maggior parte non fu appositamente costruita per ingaggiare bersagli terrestri. L'impiego degli autocannoni negli aerei era comune a tutti i combattenti, così come il loro uso a bordo di cannoni antiaerei. L'uso dei cannoni automatici da parte delle forze di terra contro bersagli terrestri non era comune, anche se sia la Wehrmacht tedesca che l'Esercito francese verso la fine della guerra spesso utilizzarono cannoni antiaerei automatici con calibri da 20mm a 40mm. Raramente furono utilizzati cannoni automatici più grandi, come il cannone Molins. Dopo la guerra sia le potenze occidentali che l'Unione Sovietica hanno sempre più adottato autocannoni aerei, navali e terrestri.
I moderni cannoni anticarro (circa 120 mm) hanno sistemi di caricamento automatici (prima l'Unione Sovietica, poi Russia e Francia, hanno tali armi soprattutto per motivi di spazio) e anche se tecnicamente potrebbero essere considerati cannoni automatici, non sono indicati come tali a causa della loro velocità relativamente lenta di fuoco. Una notevole eccezione a questo potrebbe essere il russo AK-130 130mm/70 cannone navale binato, utilizzato sulle navi da guerra russe più grandi (ad esempio il Frunze), che ha un tasso di fuoco di 10-40 colpi al minuto, attualmente l'arma più rapida a sparare.
Sebbene in grado di generare un alto volume di fuoco, i cannoni automatici si surriscaldano se utilizzati per un fuoco sostenuto, e sono limitati dalla quantità di munizioni portate dai loro sistemi d'arma di montaggio. Sia lo statunitense Bushmaster da 25 mm che l'inglese RARDEN hanno un tasso relativamente lento di fuoco per non utilizzare le munizioni troppo in fretta. Il tasso di fuoco varia da 90 colpi al minuto (l'inglese RARDEN) a 1.800 colpi al minuto (Mauser BK-27). I sistemi con più canne possono avere tassi di fuoco di diverse migliaia di colpi al minuto. Tali tassi estremamente elevati di fuoco sono impiegati dagli aerei nei combattimenti aria-terra e aria-aria, in cui il tempo di sosta è breve e le armi sono in genere gestite a scatti brevi.